# Nieuwe Alliantie (Mexico)
De Nieuwe Alliantie (Spaans: Partido Nueva Alianza, PANAL) is een liberale politieke partij in Mexico die tussen 2005 en 2018 gerechtigd was om deel te nemen aan nationale verkiezingen.

## Geschiedenis
De PANAL werd opgericht op 30 januari 2005. De partij werd opgericht door de Nationale Vakbond voor Arbeiders in het Onderwijs (SNTE), de grootste vakbond van Latijns-Amerika. Hiermee brak de SNTE met de Institutioneel Revolutionaire Partij (PRI), waarmee de vakbond sinds zijn oprichting in de jaren 30 geassocieerd me was geweest. Als oorzaak van de breuk en dus van de oprichting van de PANAL wordt wel het conflict dat SNTE-voorzitster Elba Esther Gordillo met de PRI had, hoewel zij geen lid is geworden van de PANAL.
De eerste voorzitter was Miguel Ángel Jiménez Godínez, in 2006 opgevolgd door Tomás Ruiz González. PANAL-kandidaat voor de presidentsverkiezingen van 2006 was voormalig PRI-lid Roberto Campa. Campa haalde 0,96% van de stemmen maar de partij was succesvoller bij de gelijktijdige congresverkiezingen, waarbij de PANAL tien zetels in de Kamer van Afgevaardigden en een in de Kamer van Senatoren haalde.
Voorzitter van de partij tussen 2011  en 2018 was Luis Castro Obregón. 
Voor de algemene verkiezingen van 2018 was voormalig Minister van Financiën José Antonio Meade Kuribreña presidentskandidaat. De partij behaalde minder dan 3% van de stemmen en verloor daarmee haar licentie als nationale politieke partij. De partij bleef wel gerechtigd om deel te nemen aan verkiezingen in sommige deelstaten.

## Ideologie
De PANAL omschrijft zichzelf als liberale partij. Ze is waarnemend lid van de Liberale Internationale, maar is in veel opzichten een belangenpartij voor leraren. Het onderwijs neemt een belangrijk deel van het partijprogramma in.

## Electoraat
De PANAL had tussen 2012 en 2015, tijdens de 62e wetgevende vergadering, 8 zetels in de Kamer van Afgevaardigden en 1 in de Kamer van Senatoren.

## Presidentskandidaten
- 2006: Roberto Campa
- 2012: Gabriel Quadri de la Torre
- 2018: José Antonio Meade Kuribreña

## Partijvoorzitters
- 2005-2006: Miguel Ángel Jiménez Godínez
- 2006-2007: Tomás Ruiz González
- 2007-2011: Jorge Kahwagi
- 2011-2018: Luis Castro Obregón